# TextSecure
TextSecure era un'applicazione libera e open source di messaggistica istantanea per smartphone Android sviluppata da Open Whisper Systems a partire dal 2010 e sucessivamente rinominata Signal nel novembre 2015. TextSecure era anche il nome del protocollo di crittografia end-to-end, sucessivamente rinominato protocollo Signal.
TextSecure permetteva la trasmissione sicura di messaggi, allegati e messaggi multimediali ad altri utenti TextSecure. Gli utenti possono verificare autonomamente l'identità dei loro corrispondenti confrontando le impronte digitali ovvero con la scansione dei codici QR personali. L'applicazione Android poteva essere utilizzata anche per l'invio di SMS e MMS non crittografati. Il database dei messaggi era salvato localmente sul dispositivo e poteva essere anch'esso crittografato con una password a scelta dall'utente.
L'applicazione è stata sviluppata da Open Whisper Systems ed era pubblicata sotto la licenza libera GPLv3.

## Storia

### Whisper Systems e Twitter (2010-2011)
TextSecure inizialmente era un'applicazione per Android che permetteva l'invio e la ricezione di SMS crittografati. La prima versione beta è stata lanciata nel maggio 2010 da Whisper Systems, una startup co-fondata da Moxie Marlinspike, ricercatore di sicurezza, e da Stuart Anderson, ricercatore di robotica. Oltre a TextSecure, Whisper Systems ha prodotto anche un firewall, degli strumenti per la crittografia di altre forme di dati e RedPhone, un'applicazione per effettuare chiamate vocali crittografate. Tutti questi erano software proprietari per aumentare la sicurezza nei dispositivi mobili.
Nel novembre 2011, Whisper Systems ha annunciato di essere stata acquisita da Twitter. I termini finanziari dell'accordo non sono stati resi noti da nessuna delle due società. L'acquisizione è stata fatta "in primo luogo in modo che il signor Marlinspike potesse aiutare l'allora startup [Twitter] a migliorare i sui standard di sicurezza". Poco dopo l'acquisizione, il servizio RedPhone non era più attivo. Alcuni hanno criticato la rimozione, sostenendo che il software è "specificamente mirato [per aiutare] persone che vivono in regimi repressivi", e che ha lasciato la gente come gli egiziani in "una posizione pericolosa" durante gli eventi del 2011.
Nel dicembre 2011 Twitter ha pubblicato il codice sorgente di TextSecure con licenza libera GPLv3. Nel luglio 2012 anche il codice di RedPhone è stato pubblicato con la stessa licenza.

### Open Whisper Systems
Nel gennaio 2013 Marlinspike ha lasciato Twitter e ha fondato Open Whisper Systems un progetto open source collaborativo per proseguire lo sviluppo di TextSecure e RedPhone.
A marzo 2013 ha iniziato il lavoro per rendere disponibile TextSecure anche sul sistema operativo iOS.
Nel mese di febbraio 2014, Open Whisper Systems ha aggiornato il protocollo di crittografia alla versione 2, con il supporto per le chat di gruppo e per maggiori funzionalità di messaggistica.
A luglio 2014, il gruppo ha annunciato l'intenzione di unificare le applicazioni RedPhone e TextSecure in un'unica app, chiamata Signal. L'annuncio ha coinciso con la versione iniziale di Signal come contropartita per iOS a RedPhone, Signal è stata la prima app per iOS che offriva gratuitamente chiamate vocali crittografate. Nell'annuncio gli sviluppatori hanno inoltre comunicato l'intenzione di: fornire funzionalità di messaggistica istantanea su iOS, unificare le applicazioni RedPhone e TextSecure su Android e lanciare un client per il web.
Nel mese di marzo 2015, Open Whisper Systems ha rilasciato la versione 2.0 di Signal per iOS che consente di messaggiare privatamente con gli utenti TextSecure.
Nello stesso mese, Open Whisper Systems ha cessato il supporto per l'invio e la ricezione di SMS e MMS crittografati su Android. A partire dalla versione 2.7.0, TextSecure supporta l'invio e la ricezione di messaggi crittografati esclusivamente tramite il canale dati. Le ragioni di questa scelta tecnica sono:
- Complicazioni con il metodo di codifica SMS: gli utenti necessari per avviare manualmente uno "scambio di chiavi", che ha richiesto un giro completo prima di eventuali messaggi potessero essere scambiati. Oltre a questo, gli utenti non potevano essere sempre sicuri che il destinatario fosse in grado di ricevere SMS o MMS cifrati.
- Problemi di compatibilità con iOS: non è possibile inviare o ricevere SMS crittografati su iOS, a causa della mancanza di API.
- Le grandi quantità di metadati che inevitabilmente sorgono quando si utilizzano gli SMS per il trasporto di messaggi.
- Focus su sviluppo del software: Il mantenimento della crittografia di SMS e MMS richiede risorse preziose e rallenta fortemente lo sviluppo di altre parti del servizio.

A seguito della fine del supporto per la cifratura di SMS e MMS alcuni utenti hanno deciso di creare una variante di TextSecure chiamata Silence (inizialmente SMSSecure). Silence è progettata e dedicata esclusivamente allo scambio di SMS e MMS crittografati, inoltre rimuove la dipendenza da Google Cloud Messaging (GCM) ed è disponibile anche su F-Droid.
Nel mese di novembre 2015, TextSecure si è fusa con RedPhone, per diventare un'unica applicazione anche su Android, con il nome di Signal.

## Caratteristiche
TextSecure permetteva agli utenti di inviare messaggi di testo crittografati, audio, foto, video, informazioni di contatto, e emoji utilizzando la connessione dati (Wi-Fi, 3G o 4G). TextSecure permetteva agli utenti di scambiare anche SMS e MMS non crittografati con le persone che non utilizzavano TextSecure.
I messaggi inviati ad altri utenti TextSecure sono automaticamente crittografati end-to-end con il protocollo TextSecure, il che significa che possono essere letti solo dal mittente e dal destinatario. I messaggi vengono salvati solamente nel dispositivo dell'utente e non sul server, e possono essere protetti da un ulteriore livello di crittografia impostando una password personale. Nell'interfaccia utente, i messaggi crittografati sono contrassegnati con il simbolo di un lucchetto.
TextSecure fornisce una funzione nativa per verificare che l'utente sta comunicando con la persona desiderata e prevenire attacchi man in the middle. Tale verifica può essere eseguita confrontando i rispettivi codici di sicurezza (anche sotto forma di codice QR).
TextSecure permette agli utenti di chattare con più persone contemporaneamente in chat di gruppo (tutte le persone devono essere utenti TextSecure). Anche i messaggi di gruppo vengono automaticamente crittografati end-to-end con il protocollo TextSecure. Gli utenti possono creare gruppi identificati con un'icona e un avatar, possono aggiungere altri utenti, abbandonare il gruppo e scambiare messaggi e file multimediali, il tutto con le stesse proprietà crittografiche fornite daTextSecure per le chat individuali. Il server di TextSecure non ha accesso ai metadati delle comunicazioni, né all'elenco dei membri, al titolo, o all'avatar del gruppo.

## Audit
Nel mese di ottobre 2013 iSEC Partners ha pubblicato un post sul blog in cui riferisce di aver svolto una verifica indipendente (audit) di molti dei progetti sostenuti dall'Open Technology Fund, tra i quali è presente TextSecure.
Nel mese di ottobre 2014, i ricercatori dell'Università della Ruhr a Bochum hanno pubblicato una analisi del protocollo TextSecure. Tra gli altri risultati, hanno presentato un unknown key-share attack sul protocollo, ma in generale, hanno riportato che è sicuro.

## Sviluppatori
TextSecure era sviluppato da Open Whisper Systems, un gruppo non a scopo di lucro che sviluppa progetti open source con la missione di "rendere la comunicazione privata e semplice". Il gruppo era costituito da una vasta comunità di volontari e da un ristretto team di sviluppatori dedicati e retribuiti. Open Whisper Systems era finanziato da una combinazione di donazioni e sovvenzioni, e tutti i suoi prodotti erano pubblicati come software libero e open source con licenza GNU General Public License (GPL) versione 3.
Open Whisper Systems ha ricevuto un sostegno finanziario, tra gli altri, dalla Freedom of the Press Foundation, Knight Foundation, Shuttleworth Foundation, e dall'Open Technology Fund, un programma governativo degli Stati Uniti d'America che ha anche finanziato anche altri progetti a tutela della privacy, come il software di anonimato Tor e il sito web di messaggistica istantanea crittografata Cryptocat.
A febbraio 2018 Open Whisper Systems è stato sostituito dalla fondazione Signal un'organizzazione non a scopo di lucro fondata da Moxie Marlinspike e da Brian Acton.